# 山北しのぶ
山北 しのぶ（やまきた しのぶ、1970年5月1日 - ）は、日本のプロインラインスケーター、インラインスケートインストラクター、プロスキーボーダー、スキーボードインストラクター、en:Indian Beadsデザイナー。北海道生まれ。血液型はB型。
プロのインラインスケーター、スキーボーダーとしては草分け的存在で海外参戦選手としても初。
- 英字表記は「Shinobu,Yamakita」愛称は「Shin」

## 略歴
- 海外を中心に インラインスケート、スキーボード大会を転戦し、X Gamesなど参戦。
- インストラクターとしてアメリカ全米でワークショップ(workshop) 及び普及活動を行う。
- 同競技では、選手に一番近いライターとして競技選手、カメラマン、ライター、編集を兼ね、日本へ記事を配信、普及に努める。
- アメリカのインラインスケートシューズメーカーMiller（ミラー）との協力によりアジア人向けの足型の研究、シューズの開発に携わる。
- 帰国後、スーパーバイザーとして「 らくらく上達インラインスケートBOOK」（ノースランド出版）を出版。
- 国内ではインラインスケートの普及活動として全国で大会、イベント、ワークショップを開催。
- 日本インラインスケート協会(JISA)の公認インストラクターとして学園でのワークショップ、GAME、子供達の安全指導を務める。
- 宮様杯乗鞍フィーゲルスキー大会99にて2年連続優勝を果たした。
- Skibordスキーボードでは、「IMRA TRANSONIC ARMS」と契約。自身モデルのJAMTRICK narrow-2、ramppipe street で各大会を制す。（IMRA TRANSONIC ARMS公式HP参考資料）
- 現在、自身のブランド eagle-dance（2000年5月1日）を設立。IndianBeadsArtデザイナーとして転身。アメリカでレース転戦中ネイティブアメリカンのデザイナーとの出会いを経て技術を学ぶ。
- 現在、全米、国内とイベント、個展などを展開、活動中である。

## 概説
- 幼少のころからスピードスケートの短距離500m、1000mの選手として北海道で出場。中学生で全国大会を制し大学まで現役を続ける。その間オリンピック候補選手として活躍。「 らくらく上達インラインスケートBOOK」（ノースランド出版）1998年10月10日発行インタビュー記事参照。
- 「TEAM TRANSONIC JAPAN」として、国内、国外、夏、冬通しレースに参戦。「らくらく上達インラインスケートBOOK」（ノースランド出版）1998年10月10日発行掲載記事参照。
- 海外でのエントリーは他に「TEAM MILLER」としても参加。アメリカのシューズメーカーMiller（ミラー）がスポンサーとしてサポートをしていた。選手は、全米各地の選手を集めTEAMを結成。
- プロのインラインスケーター、スキーボーダーとしては草分け的存在で海外参戦選手としても初。海外取材記事と写真の提供は日本のインラインスケート、スキーボード業界にも大きく貢献[1]
- 国内で42.195Kmインラインスケートマラソンで大会記録を30分更新の大会新記録。それがきっかけでインラインスケートを本格的に始める。
- 「らくらく上達インラインスケートBOOK」(ノースランド出版)でもおなじみの寺田良太、森正樹と共に全国の大会、イベントに参加し仮装をして盛り上げていた事は有名。（いんらいんすけーとかわら版）HP参照
- カメラマンとしても全米・国内の各地を訪れ、色をテーマの写真集を出版
- 陶芸、織物、アウトドアと多趣味としても知られ、万華鏡作家、陶芸家、画家、音楽家などとの交流も多い。
- 現在、「革工房アツ」（代官山）にて常設のギャラリーを展開。「革工房アツ」にてIndianBeadsArtと革細工のコラボレーション作品も多数出展。（ 革工房アツ公式 HP参考。）

## 主な戦歴・活動

### インラインスケート

#### 国内
第4回ILSワールドin大潟インラインスケート
- 42.195Kmインラインスケートマラソン 大会記録を30分更新 大会新記録 優勝 1'34"43
- 200M 大会新記録 優勝

国際インラインスケート岐阜長良川大会96
- ロードレース「女子オープン」1.3km 大会新記録 優勝

国際インラインスケート岐阜長良川大会97
- ロードレース「女子オープン」1.3km 大会新記録更新 優勝
- スラローム「女子オープン」大会新記録 優勝

国際インラインスケート岐阜長良川大会98
- ロードレース「女子オープン」1.3km 大会新記録更新 優勝 2分32秒74
- スラローム「女子オープン」大会新記録更新 優勝 14秒987

(HP参考。)
(
岐阜市役所公式HP参考。）

#### 海外
- NY100kmマラソン 4'40"00  完走　ニューヨーク
- LA市民ロードレース 4km 14位 ロサンゼルス
- FL Ultimate InlineSkart97 参戦 フロリダ
- FL Ultimate InlineSkart98 参戦
- Milwaukee InlineSkart98 参戦 ミルウォーキー

（インライン）記事掲載出版物

### スキーボード/ファンスキー

#### 国内
- ファンスキー大会in草津96 TEAM出場優勝
- ファンスキー全日本選手権97 優勝
- ファンスキー全日本選手権98 優勝
- ファンスキー全日本選手権99 優勝

宮様杯乗鞍フィーゲルスキー大会98・99
- 2大会新記録 優勝 0:50:12

(宮様杯乗鞍フィーゲルスキー大会99リザルト)を参照。)

#### 海外
- LoonMountain DOWNHILL98 レディース部門優勝
- MountainBaldy DOWNHILL 参戦 男女混合 レディース優勝
- CANNONMountain DOWN HILL レディース部門優勝
- X Games 日本人初参戦 レディース部門優勝

## 海外活動
- CranmoreMountainにてスキーボード講習会、初心者スキー講習会を開催。
- CranmoreMountainにて参加型市場販売イベント SNOWBIKEの大会を設営。
- CranmoreMountainにて初心者でも参加できるスキーボードの大会を企画、設営、開催を手がける。
- CranmoreMountainにてスキーボードデモンストレーションに参加。
- CANNONMountainにてスキーボードデモンストレーションに参加。
- CANNONMountainにてスキーボードで米軍ウィンターキャンプ参加、デモンストレーションスキーアドバイス。
- OkemoMountain にて大人向けインラインスケート教室を開催。
- OkemoMountain にて3歳児教育のスキー教室の授業を開催。
- New Hampshire  TV出演 “SKIBOERDSのこれからについて語る”
- New Hampshire・New York Cityの山を中心に2ヶ月間に渡りスキーボードイベントに参加。インストラクター・デモンストレーターとして普及活動を促進。
- ラスベガスのスキーボードイベントで野外デモンストレーション参加

## 出版 ・掲載

### INLINE SKATE
インライン出版物
- 「らくらく上達インラインスケートBOOK」（ノースランド出版）1998年10月10日発行
- 「インライン」（ノースランド出版）1998年06月05日発行

### SKIBOERD
- 「Olliy」三栄書房1999年発行
- 「Storm」八重洲出版1999年発行
- 「ホットドッグ・プレス」Hot-Dog PRESS講談社1999年発行
- 「スキーグラフィック」（ノースランド出版）1997年発行～1999年発行
- 「FUNSKIMAGAZIN」（ノースランド出版）1997年発行～1999年発行年1回

### 写真集
- eagle-dance写真集/「BuleSky1 USA」2009年発行
- eagle-dance写真集/「BuleSky2 JAPAN」2009年発行
- eagle-dance写真集/『ArtFullLife vol.1』 2009年発行
- eagle-dance写真集/『ArtFullLife vol.2』 2009年発行
- eagle-dance写真集/『ArtFullLife vol.3』 2009年発行

### VHS
- 「SB1's」skiboards.com

### TV
- トゥナイト2（日本テレビ・よみうりテレビ 1997年）
- 「レッツ・ファンスキー」レッスン番組（1998年）
- 「ESPNX GamesWinter」（1999年）

### RADIO
- エフエム富士（1999年）